# Dẽ giun
Dẽ giun là tên gọi thông thường trong tiếng Việt để chỉ gần 20 loài chim lội nước rất giống nhau trong 3 chi của họ Dẽ (Scolopacidae). Chúng có đặc trưng là mỏ rất thanh mảnh. Các loài dẽ giun trong chi Gallinago có phân bố gần như rộng khắp toàn cầu, còn dẽ giun nhỏ (Lymnocryptes) chỉ có ở châu Á và châu Âu còn các loài dẽ giun trong chi Coenocorypha chỉ có ở khu vực New Zealand. 

## Miêu tả
Dẽ giun trong họ Scolopacidae thuộc về hoặc là các chi nhỏ Coenocorypha (dẽ giun New Zealand) và Lymnocryptes, hay thuộc về chi chứa khoảng 15-16 loài dẽ giun điển hình của chi Gallinago. Chi này có họ hàng gần với dẽ gà (Scopolax spp.), trong khi hai chi nhỏ kia là đại diện của sự rẽ nhánh sớm hơn trong nhánh dẽ giun/dẽ gà. Nguồn thức ăn chủ yếu của chúng là các động vật không xương sống trong bùn với cách mổ bằng mỏ dài như "máy khâu".
Phần lớn có cách sống đặc biệt, thường xuất hiện lúc rạng đông hay chạng vạng.

## Các chi
- Coenocorypha: 2-5 loài còn sinh tồn và 2-6 loài tuyệt chủng.
- Lymnocryptes: 1 loài (Lymnocryptes minimus)
- Gallinago: 15-16 loài

## Săn bắn
Một số loài dẽ giun bị săn bắn làm thực phẩm hay cho mục đích săn bắn chơi kể từ khi có phát minh ra súng săn. Thịt của chúng có mùi vị tương tự như của thịt vịt mà thôi. Chúng là những mục tiêu cực kỳ khó bắn trúng, làm nản lòng cả những tay súng cừ khôi nhất với đường bay thất thường, không theo bất kỳ một quỹ đạo nào của chúng cũng như việc đột ngột vụt bay từ nơi ẩn nấp hay lớp lông vũ ngụy trang tự nhiên hoàn hảo vào địa hình đầy rẫy khó khăn, nguy hiểm nơi chúng sinh sống. Thuật ngữ "lính bắn tỉa" - "sniper" (trong Tiếng Anh) có xuất phát từ tên tiếng Anh của loại chim này, chim Snipe. Lính bắn tỉa cũng như chim dẽ giun vậy, họ săn tìm, tiêu diệt quân thù bằng những phát súng các đơn lẻ, lặng lẽ, chính xác, chết chóc và bí mật, cũng như chim dẽ giun săn mồi vậy. Chim dẽ giun cực kỳ khó để những tay thợ săn bắn trúng, những người lính bắn tỉa cũng vậy. Họ chỉ bắn vài ba phát đạn vào những mục tiêu quan trọng rồi họ biến mất như chưa từng tồn tại.